# Matisia racemifera
Matisia racemifera är en malvaväxtart som beskrevs av Fern.Alonso. Matisia racemifera ingår i släktet Matisia och familjen malvaväxter. Inga underarter finns listade i Catalogue of Life.